# San Antonio de Peñuelas
San Antonio de Peñuelas es una localidad del estado mexicano de Aguascalientes. Es parte del municipio de Aguascalientes.

## Toponimia
El nombre «San Antonio» hace referencia al santo patrono de la localidad: Antonio de Padua.

## Demografía
| Gráfica de evolución demográfica |
|                                  |

| Censo | Población |
| ----- | --------- |
| 1930  | 226       |
| 1940  | 236       |
| 1950  | 261       |
| 1960  | 391       |
| 1970  | 494       |
| 1980  | 707       |
| 1990  | 1 009     |
| 2000  | 1 495     |
| 2010  | 2 147     |
| 2020  | 2 616     |